# Tang Chanjuan
Tang Chanjuan (19 de enero de 1995) es una deportista china que compitió en remo. Ganó una medalla de plata en el Campeonato Mundial de Remo de 2011, en la prueba de cuatro scull ligero.

## Palmarés internacional
| Campeonato Mundial | Campeonato Mundial | Campeonato Mundial | Campeonato Mundial  |
| Año                | Lugar              | Medalla            | Prueba              |
| ------------------ | ------------------ | ------------------ | ------------------- |
| 2011               | Bled (Eslovenia)   | Medalla de plata   | Cuatro scull ligero |